# تلفن گویا

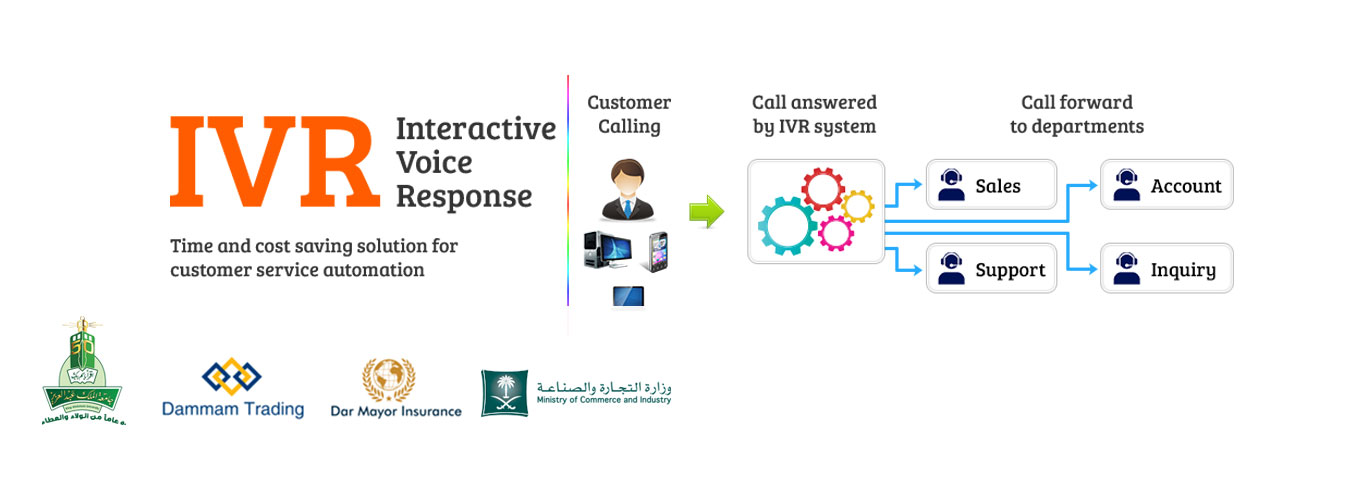
تلفن گویا

تلفن‌گویا (انگلیسی: Interactive Voice Response) فناوری است که امکان تعامل کامپیوتر با انسان را از طریق صوت و صفحه‌کلید را  ممکن می‌سازد و با توجه به نوع طراحی سیستم تلفن گویا و منوی انتخابی، تماس گیرنده به منوها و یا منابع دیگر هدایت می‌شود. این سیستم با دریافت ورودی از طریق صفحه‌کلید (وارد کردن تون‌های دی‌تی‌ام‌اف) یا صوت (به وسیله الگوریتم‌های بازشناسی گفتار) تعامل با میزبان شبکه (Host) در مقیاس بالا و همواره دسترس‌پذیر را فراهم می‌آورد. همچنین قادر به هدایت کاربر به بخش‌های مختلف از طریق صوت (صداهای پویا یا از قبل ضبط شده) هستند. 